# دون براون
دون براون (بالإنجليزية: Don Brown)‏ هو عالم أمراض ونقابي وسياسي أسترالي، ولد في 3 يناير 1981 في بريزبان في أستراليا. حزبياً، نشط في حزب العمال الأسترالي. وقد انتخب عضو المجلس التشريعي ولاية كوينزلاند عن دائرة Electoral district of Capalaba ‏ (31 يناير 2015 – ).